# James Smith-Williams
James Smith-Williams (Raleigh, 31 marzo 1999) è un giocatore di football americano statunitense che milita nel ruolo di defensive end per gli Atlanta Falcons della National Football League (NFL).

## Carriera

### Washington Football Team/Commanders
Smith-Williams al college giocò a football all'Università statale della Carolina del Nord dal 2016 al 2019. Fu scelto dai Washington Redskins nel corso del settimo giro (229º assoluto) del Draft NFL 2020. Debuttò come professionista nella settimana 1 contro i Philadelphia Eagles mettendo a segno 2 tackle. La sua stagione da rookie si chiuse con 9 placcaggi e 0,5 sack in 14 presenze.

### Atlanta Falcons
Il 10 aprile 2024 Smith-Williams firmó con gli Atlanta Falcons.